# Lista de episódios de Saint Seiya: Soul of Gold
Esta é uma lista de episódios do anime Saint Seiya: Soul of Gold (Os Cavaleiros do Zodíaco: Alma de Ouro). A série foi anunciada em 31 outubro de 2014, na exposição Tamashii Nation Figure Expo de Tóquio, e teve sua estreia pelo serviço de streaming em 11 de abril de 2015. Soul of Gold faz parte dos projetos que comemoram o quadragésimo aniversário de Kurumada como mangaká. A Bandai Channel transmite o anime no Japão, enquanto o site Daisuki transmite a série para os outros países, incluindo o Brasil. Com novos episódios a cada duas semanas, foram confirmados 13 episódios programados até 26 de setembro de 2015.
O enredo da série se desenvolve durante os acontecimentos da Saga de Hades, mas em Asgard, onde os Cavaleiros de Ouro são misteriosamente revividos.

## Episódios
| N.º | Título no Brasil Título original | Exibição original      |
| --- | --- | ---------------------- |
| 1 | "Reviva, Lenda Dourada!" Transliteração: "Yomigaere! Ōgon Densetsu" (em japonês: 蘇れ! 黄金伝説)                                                          | 11 de Abril de 2015    |
| Aiolia desperta nas terras gélidas de Asgard e trancafiado nas masmorras, onde lá conhece Lyfia e tem um combate contra Frodi e consegue ter uma vitória parcial ao despertar a sua Armadura Divina. | |                        |
| 2 | "O Segredo de Yggdrasil!" Transliteração: "Abake! Yugudorashiru no Himitsu" (em japonês: 暴け! ユグドラシルの秘密)                                        | 25 de Abril de 2015    |
| Aiolia fica esgotado ao usar o poder de sua Armadura Divina. Mu, que tinha voltado a vida, descobre das artimanhas de Andreas e que Fafner usa suas cobaias para seu próprio fim na árvore Yggdrasil, mas Mu queima seu cosmo fazendo aparecer a marca de Einherjar, assim como Aiolia, mas Aiolia desperta e ajuda Mu, fazendo Fafner recuar. As pessoas capturadas foram libertadas. Aldebaran se encontra com Dohko, mas Aldebaran desafia o Guerreiro Deus chamado Heracles. Durante a luta, Heracles usa seu poder nas crianças, mas Aldebaran desperta o poder de sua Armadura Divina salvando as crianças, fazendo Heracles recuar. | |                        |
| 3 | "Cavaleiro de Ouro vs Cavaleiro de Ouro" Transliteração: "Gekitotsu! Gōrudo Seinto tai Gōrudo Seinto" (em japonês: 激突! 黄金聖闘士VS黄金聖闘士)          | 9 de Maio de 2015      |
| Milo confronta Camus de Aquário para honrar seu antigo companheiro Surtr, que perdeu sua irmã em treino. Sigmund, irmão mais velho de Siegfried se junta na luta, mas um poder colossal salva Milo é nada mais que Saga de Gêmeos. | |                        |
| 4 | "Reúnam-se, Sete Guerreiros Deuses!" Transliteração: "Shūketsu! Shichinin no Goddo Uōriā" (em japonês: 集結! 七人の神闘士)                                | 23 de Maio de 2015     |
| Lyfia fala detalhadamente dos Guerreiros Deuses de Asgard, até mesmo dos dois últimos Utgarda e Baldr, que agora se reúnem com Andreas. Deathmask faz o possível para ajudar Helena, que conheceu em Asgard, até ser capturada. Aphrodite a salva, mas acaba sofrendo um ferimento mortal quando Andreas aparece. Deathmask o enfrenta, embora este não se considere mais um Cavaleiro de Athena, até que sua armadura vem ajudá-lo por conta própria, firmando sua determinação de lutar contra Andreas. Após ver Helena a beira da morte, Deathmask fica tocado e desperta sua Armadura Divina, que faz Andreas recuar. | |                        |
| 5 | "O Poder Supremo da Armadura Divina!" Transliteração: "Kyūkyoku! Goddo Kurosu no Chikara" (em japonês: 究極! 神聖衣の力)                                  | 6 de Junho de 2015     |
| Os Cavaleiros de Ouro enfrentam seus fantasmas criados pela barreira da Yggdrasil. Shura de Capricórnio, ajuda Aiolia em tal aprovação. Aiolia desperta sua armadura divina através do pingente que recebeu de Aiolos, Aldebaran em seguida e Milo, através da adaga que foi usada para tirar a vida de Saori Kido desperta sua Armadura Divina, destrói a barreira que impedia de emitir seu grande poder, mas Milo tomba nesse evento, restando apenas 9 Cavaleiros de Ouro. | |                        |
| 6 | "A Invasão das Sete Câmaras da Yggdrasil" Transliteração: "Totsunyū! Yugudorashiru no Nanatsu no Ma" (em japonês: 突入! ユグドラシルの７つの間)           | 20 de Junho de 2015    |
| Começa a verdadeira batalha dos Cavaleiros de Ouro contra os Guerreiros Deuses de Asgard. Lyfia que antes tinha sido advertida para não intervir, ignora o aviso dos Cavaleiros de Ouro. Andreas se lembra da verdadeira batalha que teve com Aiolos, o primeiro Cavaleiro que ganhou vida e o derrotou, mas acaba sendo ferido pela flecha divina de Aiolos, sendo os únicos objetos a assumir a forma de Armadura Divina, arco e flecha, exceto sua armadura. | |                        |
| 7 | "Armadura Divina vs Armadura Divina!" Transliteração: "Gekishin! Goddo Kurosu tai Goddo Kurosu" (em japonês: 激震! 神聖衣VS神聖衣)                        | 4 de Julho de 2015     |
| Shura e Camus se confrontam e eles subitamente despertam suas Armaduras Divinas. Shura destrói a estátua de gelo, mas Surtr revela sua estátua de fogo e matando Shura, revelando ser outra pessoa. Camus desperta sua Armadura Divina e vence Surtr, mas ambos morrem no evento. Aldebaran volta a ter sua luta contra Heracles. Aldebaran desperta sua Armadura Divina e derrota Heracles, como também usa sua ultima força para destruir a estátua que o protegia, que acaba sendo pego pela Grande Raiz da Yggdrasil. | |                        |
| 8 | "Balder, o Escolhido Pelos Deuses" Transliteração: "Barudoru! Kami ni Erabareshi Otoko" (em japonês: バルドル! 神に選ばれし男)                            | 18 de Julho de 2015    |
| Mu que antes tinha começado sua luta contra Fafner, tem sua luta interrompida por Deathmask e o leva para o submundo através das Ondas do Inferno. Deathmask depois descobre que Fafner estava usando as crianças como cobaia e se ele morrer, as crianças teriam o mesmo fim. Deathmask desperta sua Armadura Divina, derrota Fafner e destrói o monumento que o protegia, mas trancafia o vilão lá sem lhe tirar a vida. Deathmask reluta por não poder alcançar Mu como havia prometido, e morre em seguida. Shaka enfrenta Baldr, Guerreiro Deus conhecido como sendo um Deus. Shaka depois desperta sua Armadura Divina e vence o Guerreiro Deus mostrando o verdadeiro caminho em que deve seguir. Dohko confronta Utgarda e alguém encapuzado, mas esse alguém é nada mais do que Lyfia. | |                        |
| 9 | "O Inquebrável Laço Entre Irmãos" Transliteração: "Saga! Atsuki Kyōdai no Kizuna" (em japonês: サガ! 熱き兄弟の絆)                                        | 1 de Agosto de 2015    |
| Utgarda é derrotado por Dohko e sua estátua é destruída, como também mostra sua verdadeira face e a marca de Einherjar, diferente dos Cavaleiros de Ouro e recua. Lyfia ao voltar a si ela se lembra que foi ela que deu a vida aos Cavaleiros de Ouro. Saga enfrenta Sigmund, irmão mais velho de Siegfried, mas a armadura de Dubhe cobre seu corpo, mas Saga entende os sentimentos da armadura de seu irmão esperando uma resposta, mas Andreas controla Sigmund, mas Saga destrói a armadura que Sigmund usava e também o poder que o controlava sem lhe tirar a vida ao despertar sua Armadura Divina. Quando Aiolia e Frodi iam dar seu desfecho, Lyfia aparece dizendo que foi ela que deu a vida aos Cavaleiros de Ouro e pede para ser morta para honrar o nome de Asgard, mas Aiolia e Frodi são contra. Andreas tenta controlar Frodi, mas Frodi destrói a safira que o controlava. Mas, Lyfia acaba sendo morta subitamente por outro poder, é nada mais que Utgarda, em que ela morre nos braços de Aiolia. Frodi agora direciona sua atenção a Utgarda, como também pede a Aiolia para seguir em frente. | |                        |
| 10 | "Aiolia vs Andreas" Transliteração: "Kessen! Aioria tai Andoreasu" (em japonês: 決戦! アイオリアVSアンドレアス)                                           | 15 de Agosto de 2015   |
| Aiolia desperta sua Armadura Divina, mas não foi o suficiente para deter o vilão. Frodi consegue derrotar Utgarda que morre em pé, mas descobre de um artefato em seu corpo. Depois de Andreas revelar as armaduras capturadas por ele, surge Mu, Dohko e Saga, mas sua força nada faz perante a ele. Shaka cria uma distração e Dohko, Saga e Mu fazem a Exclamação de Athena que abate Andreas, mas todos são arrastados pela Grande Raiz da Yggdrasil, até mesmo Aiolia. | |                        |
| 11 | "O Retorno de Loki, o Falso Deus de Asgard!" Transliteração: "Fukkatsu! Asugarudo no Jashin Roki" (em japonês: 復活! アスガルドの邪神ロキ)                | 29 de Agosto de 2015   |
| Aiolia parece ter sobrevivido, mas fica diante das Armaduras de Ouro e surge a Robe em que se revela como Loki. Aiolos aparece para ajudar na batalha e revela o artefato Draupnir que seria usado para trancafiar Loki. Frodi faz uso do artefato que tirou de Utgarda e Lyfia volta a vida perante a ele e um poder divino se apossa dela. O sagrado Robe de Odin aparece para ajudar Aiolia e Asgard. Lyfia, possuída por Odin, pede a Aiolia para trajar a armadura de Asgard e a armadura aparece na versão dourada. | |                        |
| 12 | "A Sagrada Lança de Gungnir Renasce!" Transliteração: "Tanjō! Jingi Gunguniru no Yari" (em japonês: 誕生! 神器グングニルの槍)                             | 12 de Setembro de 2015 |
| Embora Aiolia tenha vestido a armadura de Odin na versão dourada, a luta tem equilíbrio, mas a lança de Gungnir é revivido que faz a armadura sair do corpo de Aiolia. Mas, os Cavaleiros de Ouro voltam a vida e desafiam Loki. O fim dessa batalha está para começar. | |                        |
| 13 | "Atenda Nossas Preces, Eterna Lenda Dourada!" Transliteração: "Todoke Warera no Omoi! Eien no Ōgon Densetsu" (em japonês: 届け我らの想い! 永遠の黄金伝説) | 26 de Setembro de 2015 |
| Os Cavaleiros de Ouro finalmente, conseguem uma vitória em Loki após alcançarem suas Armaduras Divinas completas. Os Cavaleiros de Ouro seguem para onde Seiya e os outros cavaleiros estão com a ajuda de Poseidon, e Aiolia se despede de Lyfia deixando o pingente que tinha ganhado de Aiolos. Agora a verdadeira batalha se desenrola nos Campos Elísios. | |                        |